# Tinius Olsen
Tinius Olsen, född 7 december 1845 i Kongsberg, död 20 oktober 1932 i Philadelphia, var en norsk ingenjör och industriman.
Olsen arbetade först på Kongsberg vapenfabrik och utexaminerades 1866 från Hortens tekniska skola. Han utvandrade 1869 till USA och startade 1880 i Philadelphia en egen rörelse med verkstad för konstruktion av precisions- och materialprovningsmaskiner, väsentligen grundade på egna uppfinningar och patent. Hans firma vann efterhand talrika priser och internationellt rykte. 1874 gifte han sig med svenska Charlotte Yhlen.
I Kongsberg finns numera en skola uppkallad efter honom.